# Feira estadual

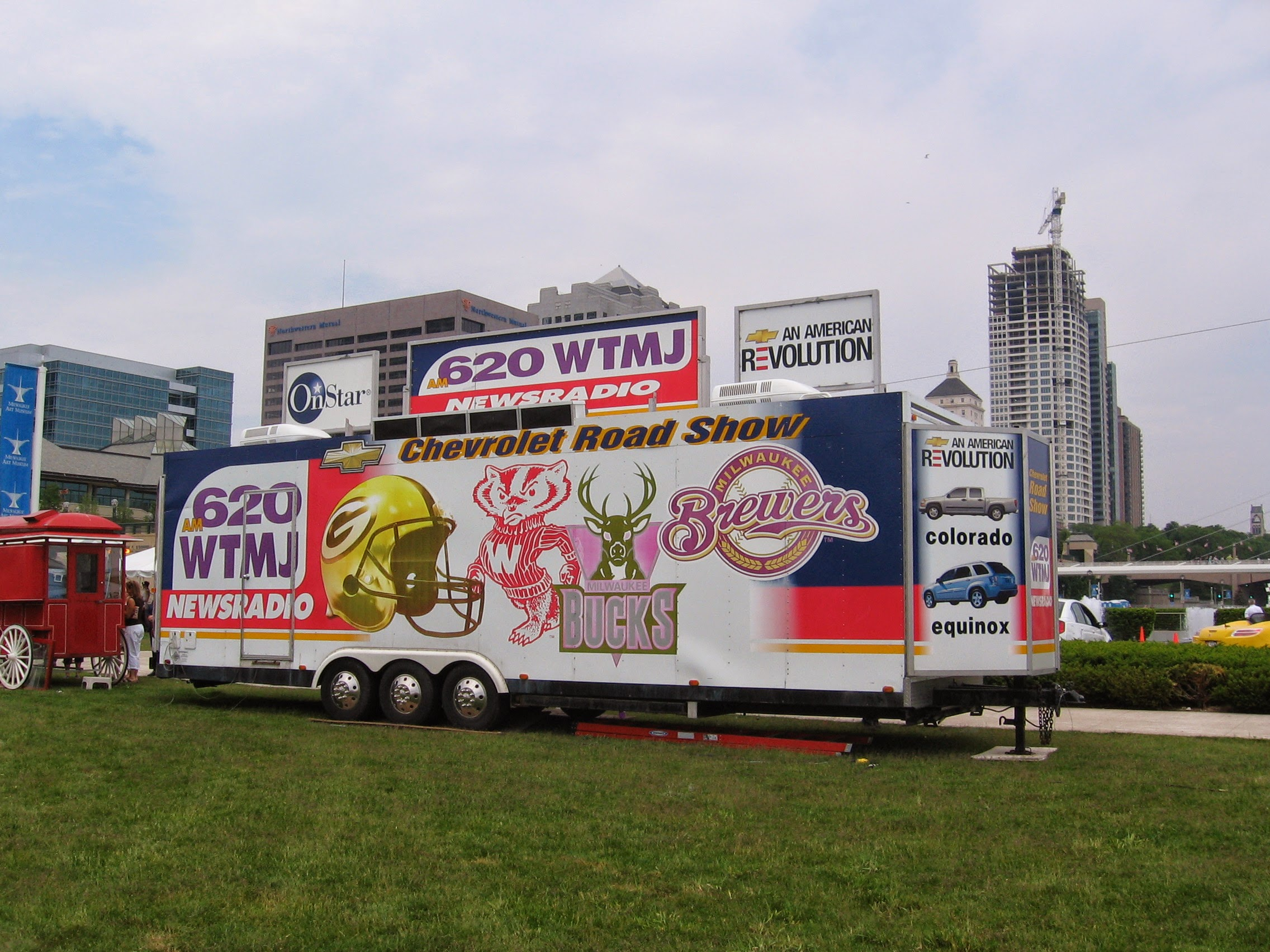
feira estadual

Uma feira estadual é um festival competitivo e recreativo que acolhe a população de um estado americano, geralmente realizada no final do verão ou início do outono. É uma versão maior de uma feira do condado, ou seja, muitas vezes inclui apenas exposições ou concorrentes que ganharam em categorias nas feiras do condado.
As feiras estaduais começaram no século XIX com a finalidade de promover a agricultura estadual, através de mostras competitivas de gado e exposição de produtos da fazenda. Como os EUA evoluíram a partir de uma sociedade predominantemente agrária para uma sociedade industrial no século XX, além da maior economia de serviços do século XXI, as modernas feiras estaduais têm se expandido para incluir a comemoração do carnaval com atrações e jogos, além da exibição de produtos industriais, corridas de automóveis e entretenimentos musicais. Feiras de grande porte podem atrair mais de um milhão de visitantes durando de uma a duas semanas. A primeira feira estadual dos EUA foi a de Nova York, realizada em 1841, em Syracuse, e tem sido realizada anualmente até o presente ano. A segunda feira estadual foi a de Detroit, Michigan, que ocorreu entre 1849 e 2009.
Eventos semelhantes às feiras estaduais também são realizados anualmente em cada capital estadual da Austrália, conhecidos como royal shows.